# Modesto Delgado Rodas
Modesto Delgado Rodas (Villeta, 2 de octubre de 1886-ibidem, 15 de octubre de 1963) fue un pintor paraguayo que desarrolló su obra en la primera mitad del siglo XX.
Modesto Delgado estudió en Europa: Italia y Francia, principalmente en Italia. Puede considerarse el mayor pintor de figuras entre 1900 a 1950.
Si se exceptúa a Bandurex, fue el único pintor que hizo desnudos. Cultivó el desnudo, aunque en pequeñas dimensiones, lo cual hizo de él un pintor de género.
En 1910 pintó un retrato del escultor rosarino Erminio Blotta (ciudadano honorario del Paraguay). 
Expuso en Washington D. C. en 1926; en Baltimore en 1930; en Buenos Aires en 1928 y en 1933. En Asunción expone en el Gimnasio Paraguayo entre 1920 y 1934.

## Primeros pasos
Inició sus estudios en Asunción en el Instituto Paraguayo, orientado por Héctor Da Ponte y Julio Mornet, prosiguiéndolos en Buenos Aires. Después fueron viajes a Europa donde, específicamente en Italia y Francia, pudo perfeccionar y definir su estilo.

## Trayectoria
Al no haber apoyo oficial, tuvo que realizar su costoso aprendizaje por sus propios medios.
Cultivó preferentemente el paisaje y el desnudo, si bien algunos de sus pocos retratos son estéticamente válidos. Dice Josefina Plá: 
«Fue el único pintor paraguayo que pintó desnudos con asiduidad, aunque casi todos esos cuadros fueron siempre de pequeñas dimensiones, y por tanto quedaron dentro del cuadro de género... Sus cuadros se distinguen por la pincelada suelta y amplia, y por la luz. Su pintura... permanece dentro de un posimpresionismo, en ocasiones convencional.»
Participó en numerosas exposiciones, colectivas e individuales, tanto su país como en el extranjero.

## Su familia
Se casó con la norteamericana Marietta Vicario.

## Obras
A más de los ya mencionados «desnudos», que pintó en profusa cantidad, figuran entre sus óleos los que se conservan en el Museo de Bellas Artes de Asunción, y en el de cerámica y Bellas Artes «Julián de la Herrería»: «Mitã'i», «Cabeza» (autorretrato), «Naranjeras». En poder de un particular en Buenos Aires se encuentra un óleo, reproducción del cuadro «Cristo porta crocce» (Galería Sabauda, en Turín) del discípulo de Leonardo da Vinci, Giovanni Pedrini, llamado también «Giampietrino» pintado en la ciudad de Villeta, en 1913.